# Église Sainte-Croix de Veauce
L'église Sainte-Croix est une église romane située à Veauce dans le département français de l'Allier en région Auvergne-Rhône-Alpes.

## Histoire
Le seigneur du château voisin, Aimon de Veauce, offre l'église qu'il vient d'édifier aux moines de la puissante abbaye Saint-Léger d'Ébreuil, en 1080. Un chapitre s'y installe, au XIVe siècle, jusqu'en 1766. 
L'église fait l'objet d'un classement au titre des monuments historiques par la liste de 1862.

## Architecture
Véritable bijou de l'art roman auvergnat, l'église Sainte-Croix de Veauce marque une similitude avec l'église Notre-Dame de Saint-Saturnin. En effet, ces deux édifices possèdent la particularité de posséder un déambulatoire qui n'ouvre sur aucune chapelle rayonnante.
La nef est tronquée, ne possédant plus que deux travées, à la suite de la suppression des deux premières en 1779.
Le clocher est rehaussé en 1882. Le baron Charles Eugène De Cadier de Veauce offre trois cloches pour l'occasion.

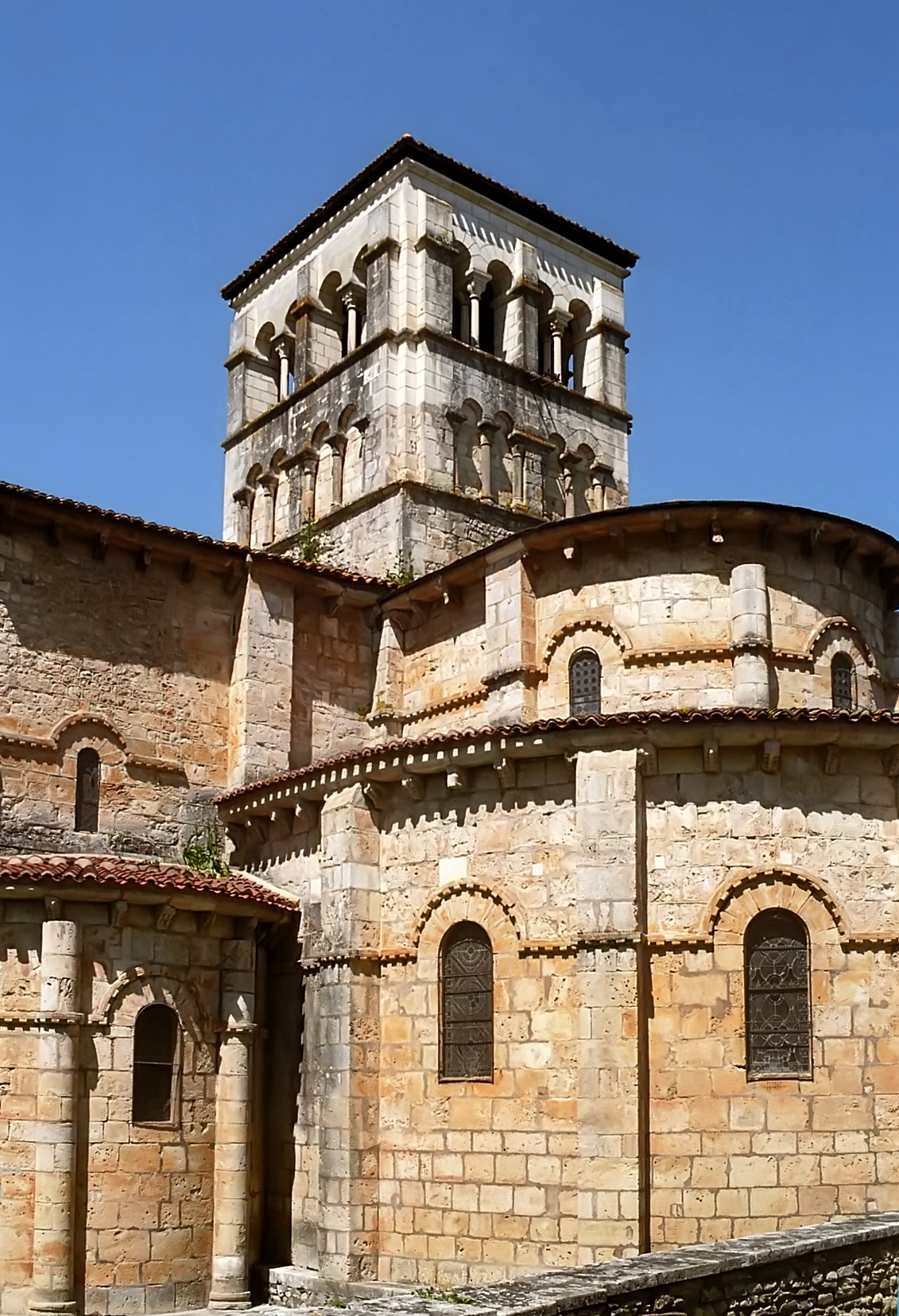
Le clocher et les chapelles.
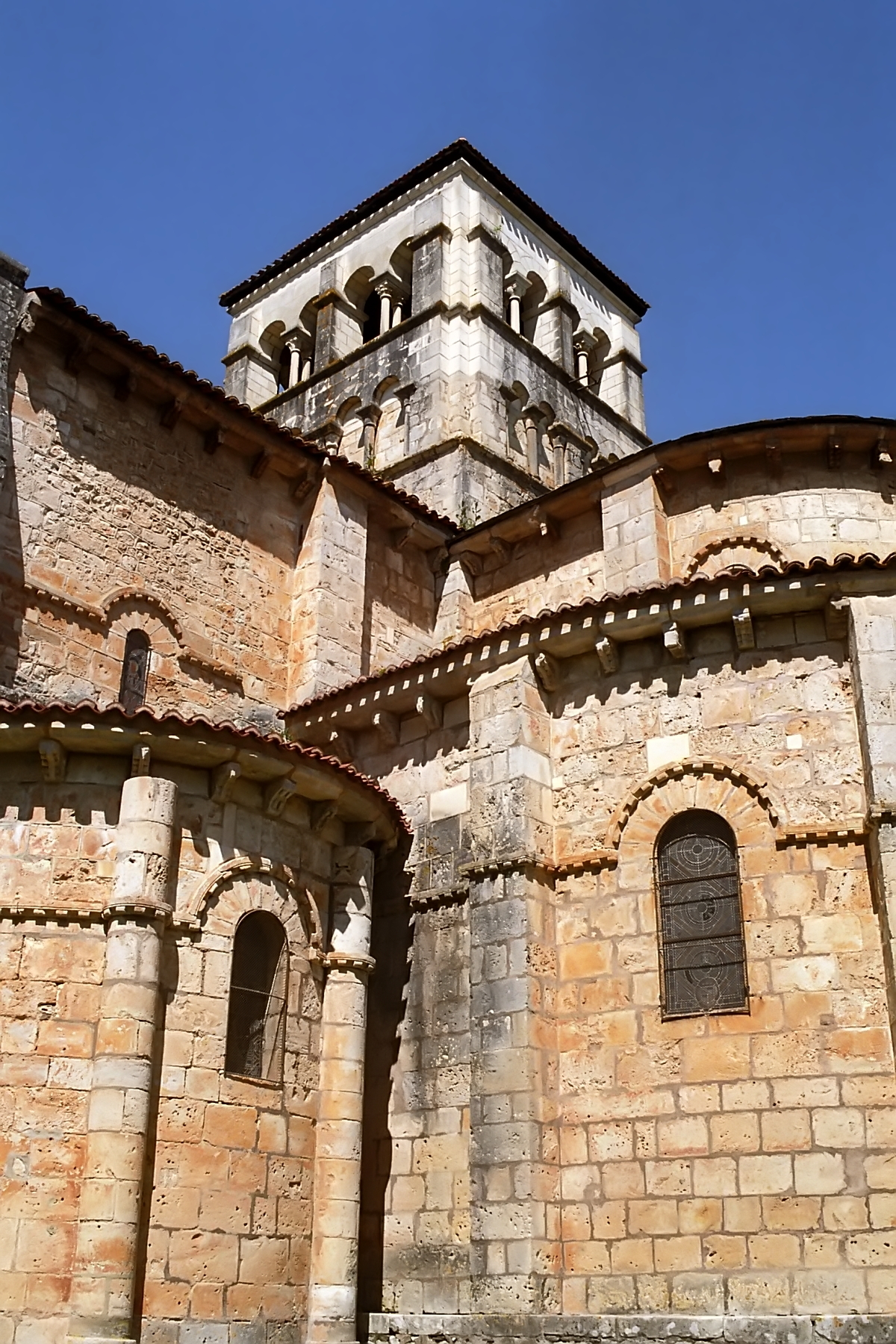
Le clocher vu en contre-plongée.
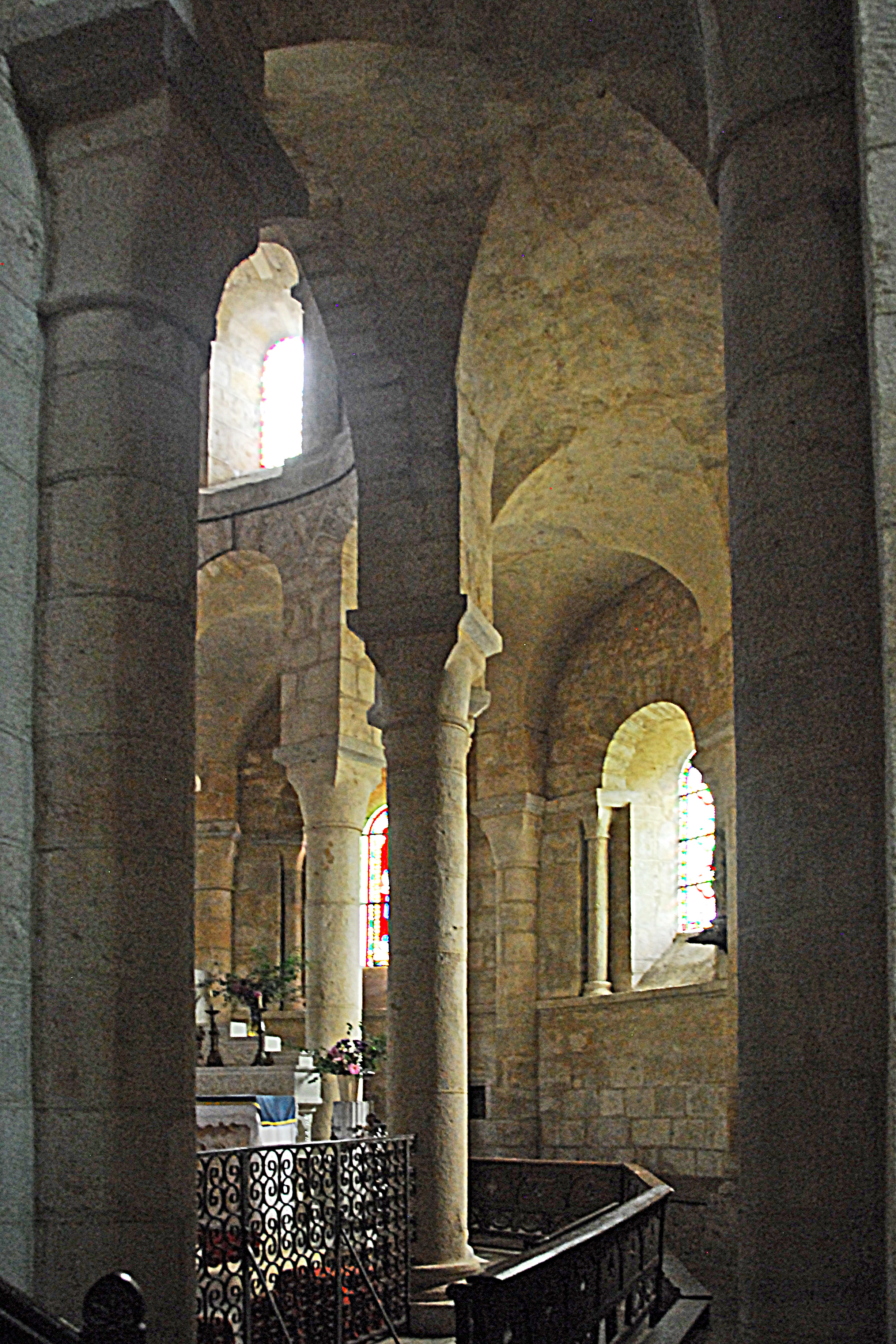
Le déambulatoire.